# Rafael Alfonso Escudero López-Brea
Rafael Alfonso Escudero López-Brea (ur. 4 kwietnia 1962 w Quintanar de la Orden) – hiszpański duchowny rzymskokatolicki posługujący w Peru, od 2007 prałat terytorialny Moyobamba.

## Życiorys
Święcenia kapłańskie otrzymał 9 lipca 1989 i został inkardynowany do archidiecezji Toledo. Przez piętnaście lat pracował duszpastersko na terenie archidiecezji. W 2004 wyjechał do Peru i podjął pracę w prałaturze terytorialnej Moyobamba jako proboszcz parafii katedralnej oraz wikariusz generalny.
8 lipca 2006 papież Benedykt XVI mianował go koadiutorem prałata terytorialnego Moyobamba. Sakry biskupiej udzielił mu 26 sierpnia 2006 kard. Antonio Cañizares Llovera. 21 lipca 2007 objął rządy w prałaturze.